# 無畏號航空母艦
無畏號航空母艦（英語：USS Intrepid CV-11）是一艘隸屬於美國海軍的航空母艦，為艾塞克斯級航空母艦的三號艦。它是美軍第四艘以無畏為名的軍艦，艦名源自美國海軍於1803年俘獲的一艘火船。
無畏號於1941年開始建造。建造僅開始數日，日本偷襲珍珠港。美國正式參與第二次世界大戰，並加快建造無畏號等航空母艦。1943年無畏號下水服役，開始參與太平洋戰爭，特别是雷伊泰灣海戰。戰後無畏號退役封存，在韓戰後開始進行SCB-27C改建，重編為攻擊航母，舷號改為CVA-11，於1954年在大西洋艦隊重新服役。稍後無畏號又進行SCB-125現代化改建，增設斜角飞行甲板。
1962年無畏號重編為反潛航母，舷號改為CVS-11，繼續留在大西洋及地中海執勤。稍後無畏號參與美國的太空計劃，分別擔任水星-宇宙神7號及雙子座3號的救援船。1966年至1969年，無畏號曾三次前往西太平洋，參與越戰。雖然無畏號其時已改編為反潛航母，但美軍臨時將之改編為輔助攻擊航母，故無畏號亦有派飛機到陸上參與攻擊。
無畏號在1974年退役，並一度預備出售拆解；但在民間組織努力下，海軍在1981年將無畏號捐贈到紐約作博物館艦。1982年無畏號除籍；而同年無畏號海、空暨太空博物館於哈德遜河河畔正式開放，自此成為曼哈頓的重要地標及旅遊點。1986年，無畏號獲評為美國國家歷史地標。

## 建造與早年服役
1941年12月1日，無畏號開始在紐波特紐斯造船廠建造；六日後日軍偷襲珍珠港，美軍立即加快興建各艘航空母艦。1943年4月26日，無畏號下水，並於8月16日服役，首任艦長為湯瑪斯·史伯格（Thomas L. Sprague）上校。10月7日，無畏號離開諾福克海軍基地，前往加勒比海試航，沿途訓練第八航母航空聯隊（今第八航母航空大隊）的飛行員，11月1日返抵諾福克，25日再到切薩皮克灣試航，30日返回諾福克作最後檢修。
12月3日，無畏號離開諾福克，8日開始橫越巴拿馬運河。在通過科隆（Colon）期間曾一度觸地擱淺，艦艏輕微受損，脫困後在巴爾博亞（Balboa）稍作維修，14日繼續行程，最終在22日抵達阿拉米達。接著無畏號先維修艦艏，然後搭載飛機及軍資，1944年1月5日離開阿拉米達，10日抵達珍珠港，並換上第六航母航空聯隊。

## 第二次世界大戰

### 馬紹爾群島與首次遇襲

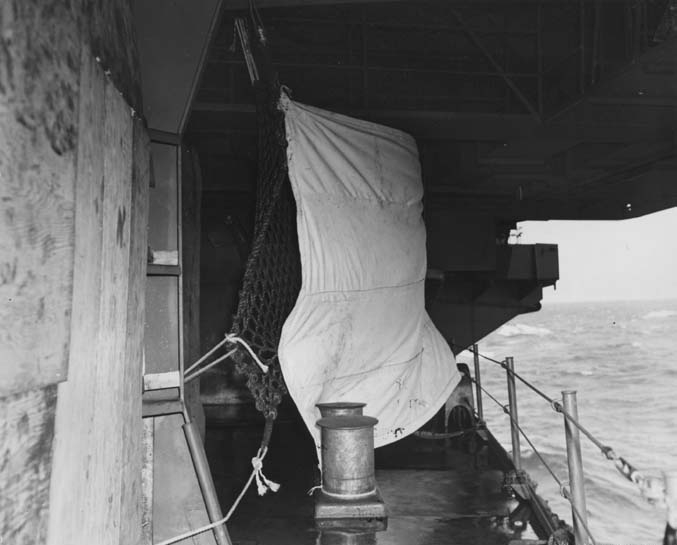
1944年2月17日傍晚，無畏號遭到日軍魚雷攻擊，卡死舵機，令艦體失控左轉。為恢復操控，艦長史伯格曾調節引擎，但效果未盡理想。最後史伯格回歸原始的航海方法，先後以艦上物資造出多幅前桅帆，增加艦體右轉力，以恢復直線行駛。相片攝於2月20日，可見置於艦艏飛行甲板下層的「前桅帆」：木板（左方）及帆布（右方）。這些臨時帆片由人手操控，並直接聽命艦橋指揮。24日無畏號在左搖右擺下返抵珍珠港，然後返回三藩市修理。

不久前美軍編組了第58特遣艦隊（Task Force 58，第五艦隊下的快速航空母艦艦隊），由馬克·米契爾少將指揮；無畏號編入阿爾弗雷德·蒙哥馬利（Alfred E. Montgomery）少將指揮的第二分隊，同行艦有旗艦艾塞克斯號及卡伯特號。16日艦隊離開珍珠港，支援即將登陸瓜加林的美軍。29日早上，無畏號等空襲瓜加林北部的萊島（Roi island），摧毀該處的機場，同時擊毀瓜加林所有的日軍戰機；當晚分隊的戰艦南達科他號、北卡羅來納號及阿拉巴馬號炮擊了萊島；而無畏號則在30日再作空襲。
1月31日，美軍開始登陸瓜加林，同時佔領無人防守的馬久羅，瓜加林戰役爆發；當日無畏號掩護陸戰隊登陸，並作空中支援，直到2月3日美軍完全佔領環礁為止。4日無畏號前往馬久羅稍作休整，
在12日則往空袭特鲁克。
太平洋戰爭爆發後，日軍在特魯克島建立海軍基地，儼如美國之珍珠港。武藏號、大和號及長門號均於此下錨；但環礁內的日艦，大多在美軍空襲前撤返日本。2月17日美軍艦隊開始攻擊；密茲契在日出前先派F6F奪取制空權，再命後至的18架TBF攻擊跑道上的飛機；第一波攻擊後，日軍空中力量大受打擊，環礁上的365架飛機，只有約100架未有受損；清晨美軍艦隊的輕型航空母艦又派轟炸機攻擊島上設施及礁湖軍艦。
傍晚7時，六架裝有雷達的九七式艦上攻擊機發現美軍艦隊，並伺機攻擊；約克鎮號曾在9時派夜戰F6F前往攔截，但失敗告終。10時11分，一枚魚雷擊中無畏號右舷艦艉，並在水線以下爆炸，造成11人死亡；艦體數個隔艙入水；右舷的舵機機房被炸毀；艦舵更即時卡死向左六度半，使艦體開始向左急轉。為恢復操縱，史伯格暫時將右舷引擎關閉，同時將左舷引擎逐步增速，以增加艦體右轉力度；到艦體朝向東方後，史伯格再下令調節引擎，並正面逆著強烈的東風，以20至22節速度向東撤退。分隊則命卡伯特號及數艘驅逐艦掩護無畏號返回港口。
2月18日，美軍命無畏號改為到馬久羅修理，史伯格要將無畏號轉向南方。無畏號甫一轉向，原本正面相迎的逆風即時變成由左舷吹向艦體，使無畏號又再失控打轉。史伯格先將右舷引擎其中一軸鎖死；再將甲板上所有飛機推到艦島前方，充當臨時的前桅帆，使艦體可減少向左偏轉。由於飛機受風面積始終不足，史伯格命船員物盡其用，以木板、繩網及帆布等等再造出多幅前桅帆，置於艦艏防空炮的炮座，並以人手操控；又將艦艏的貸物搬到艦艉隔艙，並為部分艦艉隔艙注水，使艦艉重量增加，從以將艦艏抬高迎風。幾經辛苦之下，無畏號終於勉強恢復航向。稍後史伯格逆著20至30節的東風，將無畏號直接駛回珍珠港修理，於24日抵達。
無畏號在珍珠港拆除了損壞的艦舵，並填補艦體破洞。29日無畏號離開珍珠港，打算在沒有艦舵的状态下，直接返回三藩市。但當無畏號離開珍珠港不久，隨即失控，使史伯格要向珍珠港求救。當珍珠港派出八艘艦隻前來協助時，海面又颳起強烈西南風，使無畏號無法安全進入港口，只好在近海下錨停泊，直到3月3日才成功進入珍珠港。5日無畏號再次返回乾船塢，並臨時安裝了人手操控的艦舵，在16日再次離開珍珠港。22日無畏號終於抵達三藩市，隨即進入三藩市海軍船廠維修。

### 菲律賓

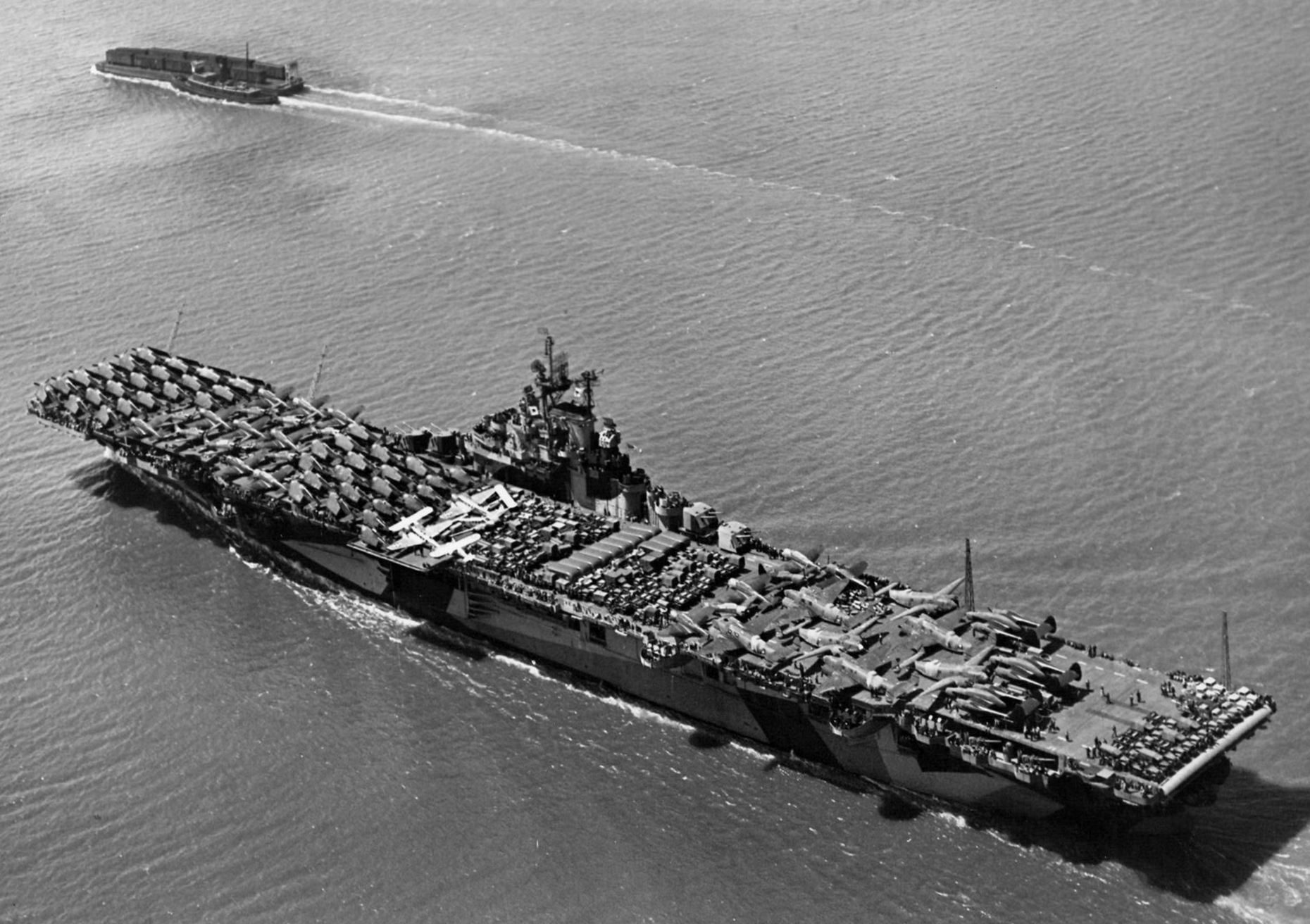
1944年6月9日，無畏號離開三藩市，前往珍珠港，再次參與太平洋戰爭；其飛行甲板上擠滿了各式各樣的飛機，以運送到前線使用。

直到1944年5月30日，無畏號才完成維修。6月9日，無畏號前往珍珠港，在14日抵達，並在近海訓練。8月16日，無畏號與企業號及獨立號一同前往埃尼威托克，在24日抵達，並與早前參與菲律賓海海戰的艦隊會合。8月26日，小威廉·海爾賽接替雷蒙德·斯普魯恩斯，指揮美軍艦隊。由於海爾賽為第三艦隊司令，故快速航空母艦編隊亦更名為第38特遣艦隊（Task Force 38）。此時無畏號編入傑拉德·波根（Gerald F. Bogan）少將的第二分隊，並擔任旗艦，同行艦有碉堡山號、卡伯特號及獨立號。29日無畏號等第二分隊艦隻離開埃尼威托克，與第一及第三分隊前往菲律賓；而第四分隊則往小笠原群島。9月6日至8日，無畏號等空襲了帛琉；又於9日至10日空襲民都洛及薩蘭加尼灣。由於缺乏目標，海爾賽改命艦隊於12日攻擊米沙鄢群島等地。15日美國海軍陸戰隊登陸帛琉，無畏號等繼續在外海巡弋，並在稍後改為攻擊呂宋。21至24日，艦隊空襲呂宋各地的港口，然後撤退。28日無畏號在塞班島稍作休整，再經帛琉，於10月2日返抵烏利西。

### 台灣空戰
10月6日，無畏號等艦離港，前往空襲沖繩島；而漢考克號則在此時加入第二分隊。10日艦隊大舉攻擊沖繩，出擊架次高達1,396架，重創沖繩港口。此時豐田副武估計美軍將空襲台灣，命在台的福留繁預備迎戰；此時日軍駐台戰機約有230架。
一如日軍所料，12日美軍艦隊往南空襲台灣。海爾賽派第一分隊空襲台灣南部；無畏號的第二分隊空襲台灣北部；第三分隊空襲台灣中部；第四分隊則集中攻擊高雄。清晨各艦派戰機作第一波攻擊；福留繁則派戰機攔截，同時派轟炸機攻擊美軍航母，台灣空戰爆發。美軍在空戰明顯佔優，第一波攻擊後，日軍只剩下60架戰機可用；第二波攻擊後更全被摧毀，沒有戰機可迎戰第三波攻擊；福留繁的指揮部亦在空襲後夷為平地。傍晚日軍魚雷機發現美軍艦隊，陸續展開攻擊，但無一成功，更損失42架。美軍當日出擊數達1,378架次，只損失48架飛機。
10月13日艦隊再次空襲台灣，出擊數下降至974架。傍晚美艦隊被日軍攻擊；富蘭克林號艦島受損，無人傷亡；而坎培拉號則被魚雷重創，要由拖船協助離開戰場。14日艦隊派146架戰機及100架轟炸機再次攻擊台灣，順道掩護坎培拉號撤退；陸軍航空隊則在中國大陸派109架B-29轟炸高雄。當晚日軍魚雷機再次夜襲，侯斯頓號被魚雷重創，一度下令棄船；由於兩艘受創巡洋艦離台灣及先島群島僅90英里（140），海爾賽於15日命三艘巡洋艦及八艘驅逐艦組成拯救小隊，協助兩艦拖行；又派科本斯號及卡伯特號作空中支援。艦隊則緩緩向西南撤走。
10月15日第四分隊往空襲呂宋；日軍則於當日及16日再次空襲拯救小隊；侯斯頓號於16日再被一枚魚雷擊中，入水超過6,300噸，艦長一度決定棄船，但同行驅逐艦決定繼續拖行。此時東京電台稱美軍第三艦隊已受重創。海爾賽得悉後，認為日軍誤判拯救小隊為第三艦隊，索性順水推舟，以拯救小隊作餌，引誘日軍攻擊；無畏號的第二分隊與第三分隊共同掩護小隊，但由第三分隊伏擊從日本而來的飛機。16日早上，日軍命那智號及足柄號等由瀨戶內海出發，往南追擊，卻在沖繩外海被碉堡山號兩架飛機攻擊。此時福留繁得悉美軍航空母艦未有受損，命巡洋艦隊即時撤退。美軍埋伏雖然失敗，兩艘重創軍艦仍得而撤走，在27日終於抵達烏利西。
10月17日無畏號往南行駛，以支援美軍重奪菲律賓；而小澤治三郎則命艦隊阻止美軍登陸，並以自身航空母艦為餌，引開美軍艦隊，由栗田健男的第二艦隊到雷伊泰攻擊美軍登陸部隊；稍後因此引發雷伊泰灣海戰。18日無畏號空襲卡加延省。美軍在20日開始登陸獨魯萬市，而麥克阿瑟則在當日下午登上灘頭，宣告自己重返菲律賓。

### 雷伊泰灣海戰

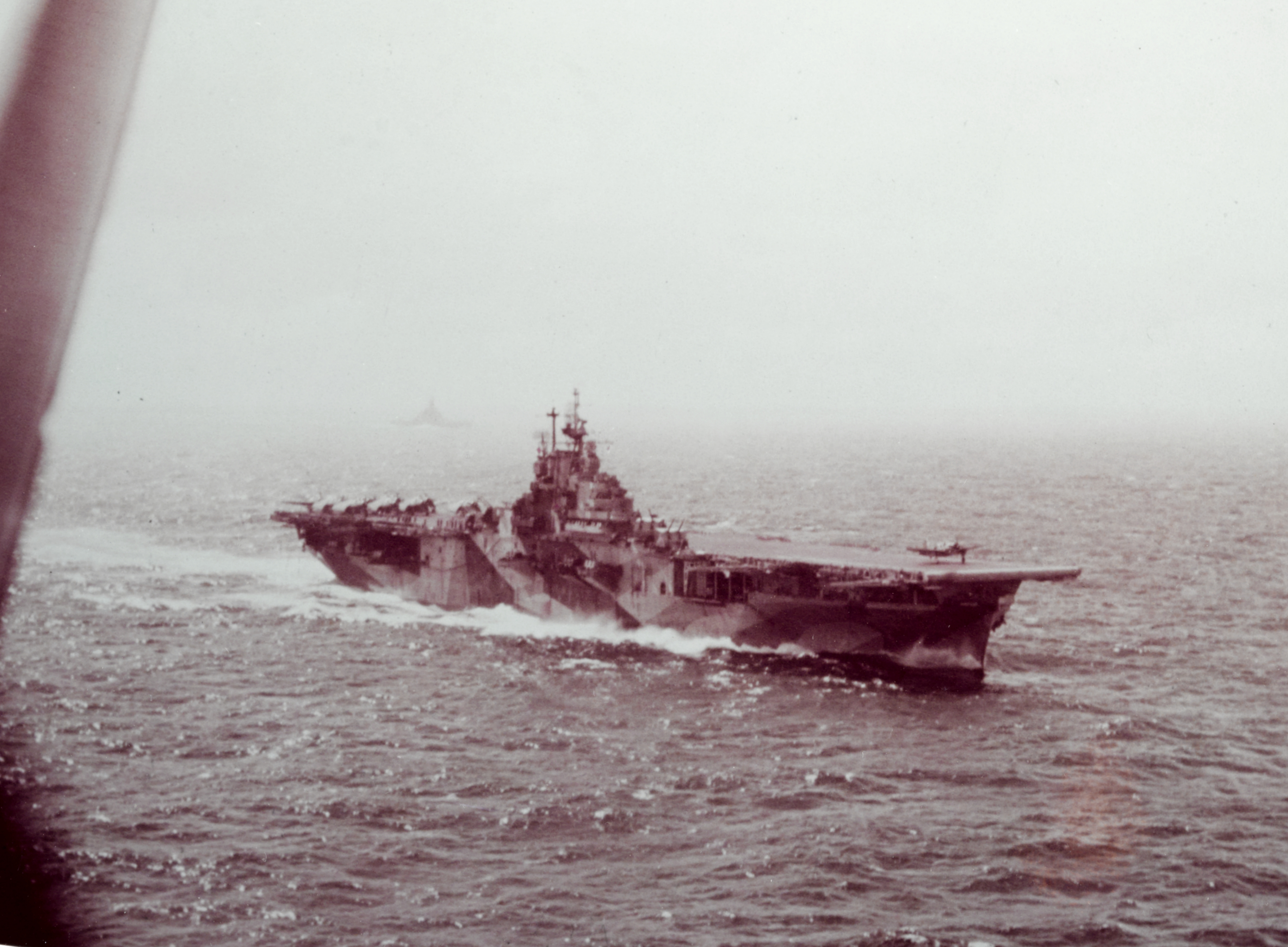
1944年10月24日，雷伊泰灣海戰期間，無畏號正在派出轟炸機。當日無畏號所屬的第二分隊猛烈攻擊了日軍艦隊，並重創武藏號等日軍戰艦。

10月21日，無畏號再次空襲呂宋一帶。23日，美軍潛艇發現日軍艦隊，並擊沉愛宕號及摩耶號，重創高雄號。此時海戰近在眉睫，但美軍未有投入全部航空母艦；第一分隊在22日前往烏利西補給，要到24日才調返菲律賓。無畏號的第二分隊在聖貝納迪諾海峽（San Benardino Strait）以東巡航；第三分隊在波利略島（Polillo Islands）以東；第四分隊則在雷伊泰灣東面海域。
24日早上，美軍三支航空母艦分隊繼續索敵。8時12分，無畏號一架偵察機發現栗田健男的中央艦隊，包括大和號及武藏號等艦，正進入錫布延海；僅15分鐘後，海爾賽越過密茲契的航艦指揮權，命各分隊即時派飛機攻擊日艦（第二分隊最接近日本艦隊，第三及第四分隊分別在其北面及南面），同時將第一分隊調返菲律賓。
此時大西瀧治郎派出近60架飛機，由菲律賓飛往空襲第三分隊，並在9時38分重創了普林斯頓號，最終由美軍於傍晚以魚雷自沉。10時10分，小澤治三郎從航空母艦派飛機作第二波攻擊，於正午12時12分抵達，但第三分隊未再受損。
正當日軍派出第二波攻擊之際，無畏號及卡伯特號的第二分隊，分別於10時26分、12時45分及下午3時50分，到錫布延海猛烈攻擊日軍艦隊。第三分隊於下午1時30分轟炸日艦；而第四分隊則於2時15分作最後攻擊。當日美軍共出動259架次飛機攻擊中央艦隊，並擊沉武藏號，擊傷大和號、長門號及妙高號。
栗田的中央艦隊在下午撤退，先避開美軍攻擊，稍後再嘗試進入雷伊泰灣。這使西村祥治的南方艦隊獨自進入雷伊泰灣，並在25日於蘇里高海峽遭美軍戰艦伏擊慘敗；而第三分隊因忙於救援普林斯頓號及攻擊中央艦隊，故此未有發現小澤的北方艦隊。最終小澤由第四分隊的偵察機，於24日下午3時40分及4時40分發現。
24日晚上10時，海爾賽召集北面三支航空母艦分隊，以及威利斯·李駐守於聖貝納迪諾海峽的戰艦北上，追擊北方艦隊的日軍航空母艦。各分隊於11時45分會合，海爾賽則將航空母艦隊交由密茲契指揮；而前往烏利西的第一分隊則在加速趕回菲律賓。至此小澤的誘敵計畫成功，粟田的中央艦隊在毫無抵抗下駛入雷伊泰灣。
25日凌晨，美軍偵察機發現小澤艦隊大約位置；清晨密茲契命列星頓號先派偵察機前往索敵，並在發現日艦前命航空母艦派飛機升空，以爭取時間。7時10分偵察機發現日艦，第三分隊已升空的轟炸機率先攻擊。小澤雖早在7時便發現美機，但因艦載機折損過多，最終只能派出15架戰機防守。為使誘敵成功，小澤命瑞鳳號離隊吸引美軍攻擊。8時美軍第一波空襲抵達；艾塞克斯號及列星頓號的魚雷轟炸機開始攻擊瑞鳳號，但無一命中；無畏號的轟炸機則先後命中瑞鳳號及千歲號，擊沉後者；聖哈辛托號（或無畏號）的魚雷轟炸機亦命中旗艦瑞鶴號，迫使小澤將指揮轉移至大淀號；秋月號亦在稍後被擊沉。
8時22分，托馬斯·金凱德中將的第七艦隊被栗田的中央艦隊攻，以明碼向海爾賽求救；但海爾賽未有調動北上的艦隊，只命第一分隊加緊前往菲律賓；10時尼米茲在珍珠港發電報給海爾賽，詢問第三艦隊何在，卻因解密問題而激怒海爾賽；要到11時15分海爾賽才命無畏號的第二分隊及李的戰艦南下。此時兩分隊最快要到26日半夜才可抵達聖貝納迪諾海峽，且分隊必須在中途補油方可繼續前進，不可能追上栗田艦隊；艦隊其他航空母艦則繼續攻擊小澤，最終擊沉瑞鶴號、瑞鳳號、千代田號及初月號，並擊傷其他艦隻。海戰於當日結束。
26日清晨5時，無畏號的第二分隊終於與第一分隊會合，而漢考克號亦返回第二分隊。6時兩支分隊派出第一波飛機追擊栗田，又在8時10分及12時45分派出第二波及第三波攻擊，最終僅擊沉能代號及早霜號，並重傷熊野號。

### 雷伊泰島、呂宋與再次遇襲

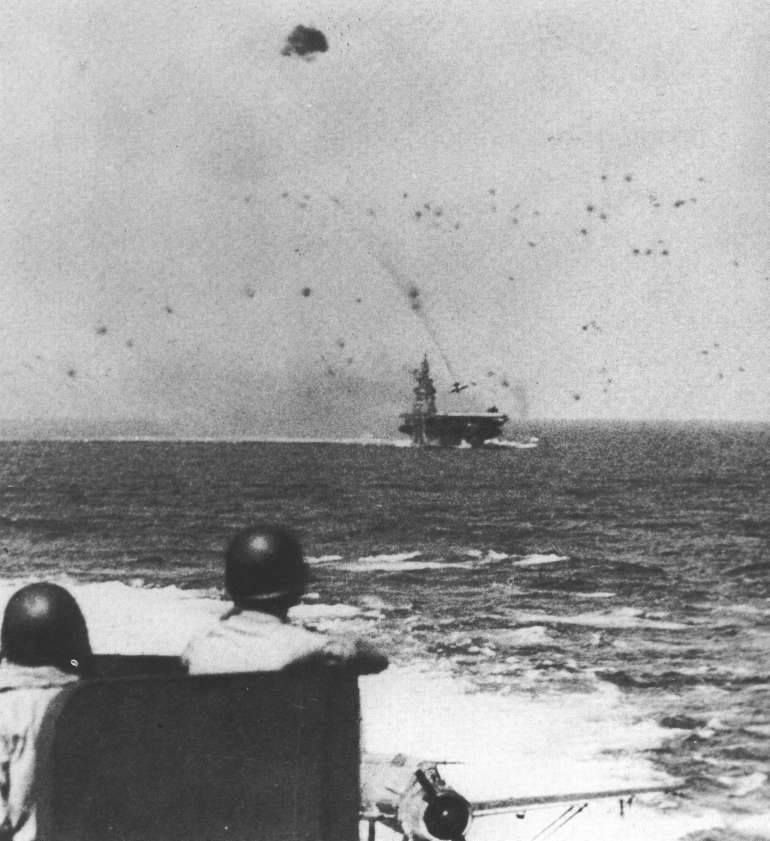
1944年11月25日，新澤西號戰艦上的防空炮兵，無助地看著自殺飛機撞入無畏號。此時剛好為雷伊泰灣海戰後一個月，無畏號等正空襲菲律賓各地，以支援美軍重新佔領當地。是次襲擊使無畏號要第二次返回三藩市維修。

10月27日第二分隊在海上補油，在28日前往空襲馬尼拉灣。29日早上，無畏號等派飛機空襲馬尼拉各地機場，並與日軍爆發空戰，擊毀多架飛機；但同日無畏號被神風特攻隊自殺飛機擊中，造成10死六傷，在搶修後繼續作戰。30日老約翰·麥凱恩接替密茲契，指揮快速航空母艦。
11月5日，第一及第三分隊在波利略外海與第二分隊會合，然後分別攻擊仁牙因灣、北錫布延海及馬尼拉灣三地的日軍機場及補給艦隻，並擊沉了那智號，摧毀地面多架飛機。下午列星頓號遭自殺飛機擊傷，迫使麥凱恩將旗艦轉至胡蜂號。6日艦隊再次空襲三地，在傍晚到外海補油。8日無畏號的第二分隊，聯同受損的列星頓號返回烏利西休整，在9日抵達。
11月14日，無畏號的第二分隊離開烏利西，接替第三分隊作戰。15日麥凱恩將艦隊旗艦改設在第二分隊的漢考克號。17日第一、第二及第四分隊再次空襲呂宋，於20日撤到後方補油。21日第四分隊離隊空襲雅浦島，然後到烏利西休整；而第一分隊亦在23日到烏利西，於24日抵達，留下無畏號的第二分隊及艾塞克斯號的第三分隊作戰。25日，兩支分隊再次轟炸呂宋等地的日軍艦隻，其中提康德羅加號擊沉了熊野號。
日軍再次以自殺飛機還擊。中午12時26分，正當第二分隊開始派出戰機之際，十多架自殺飛機高速向分隊迫近。34分，漢考克號先被自殺飛機的碎片擊傷；到53分，一架自殺飛機撞入無畏號左舷，穿過一個20毫米機炮炮座及飛行甲板，然後與炸彈一同在機庫上層甲板爆炸。爆炸將飛行甲板扭曲，並引發大火。與此同時，卡伯特號亦遭自殺飛機擊中；到55分，第三分隊的艾塞克斯號亦遭自殺飛機擊傷。
數分鐘後，第二架自殺飛機攻擊無畏號，其炸彈先貫穿飛行甲板，並在機庫爆炸；而飛機則散成碎片，橫掃整片飛行甲板，使飛行甲板及機庫均告起火。由於無畏號已無法回收飛機，故此已派出的75架飛機只好在艾塞克斯號、漢考克號及提康德羅加號降落補油，然後飛到雷伊泰的美軍陸上基地。下午1時無畏號的大火開始受控，並在2時47分撲滅。兩次攻擊最終造成69人死亡，35人受傷。
由於艦隊損傷慘重；再加上麥克阿瑟推遲登陸民都洛到12月15日，艦隊下令撤退。第三分隊繼續在海上巡航，而無畏號的第二分隊則返回烏利西，在27日抵達。接著無畏號返回美國維修，在12月20日再次返抵三藩市，並進入乾船塢。

### 沖繩島、硫磺島與日本

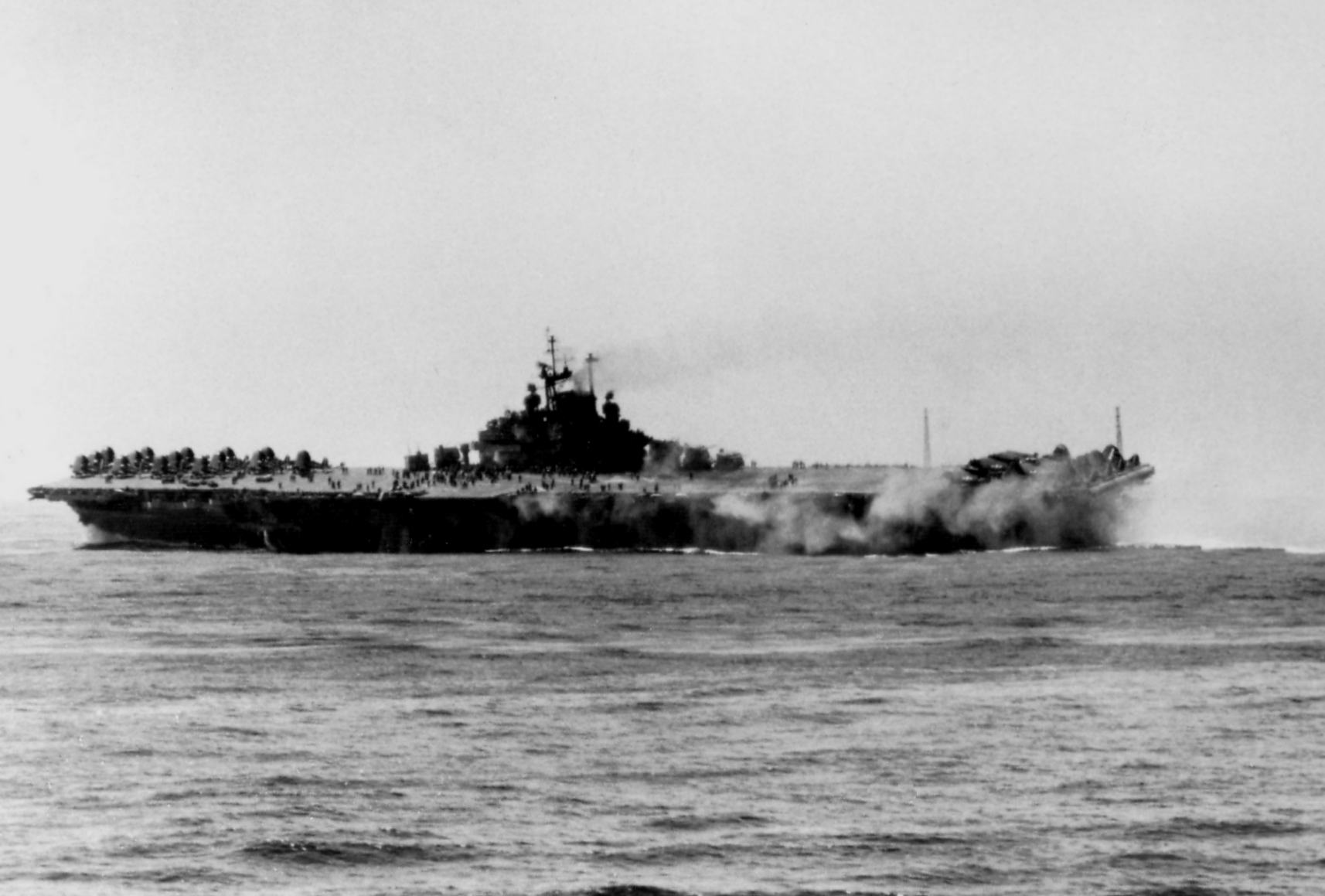
1945年4月16日，無畏號遭到日軍自殺飛機擊中，艦體大火，並且向左傾側。是次攻擊使無畏號第三次撤返三藩市維修，並且錯過餘下戰鬥。上一個月無畏號曾成功攔截自殺飛機，但自殺飛機的碎片仍造成艦上多人死傷。

1945年2月11日，無畏號完成維修，並在16日再次前往西太平洋，於3月2日抵達珍珠港。接著無畏號與富蘭克林號及巴丹號前往烏利西會合艦隊，在13日抵達。次日第五艦隊離開烏利西，前往支援沖繩戰役，並先空襲九州，削弱該處的日軍空中力量。無畏號編入亞瑟·拉德福（Arthur W. Radford）少將的第四分隊，同行艦有旗艦約克鎮號、企業號、蘭利號及獨立號。
3月18日上午，艦隊開始派出機隊，空襲九州各地機場，但宇垣纏在美軍攻擊前，已派出僅餘的飛機升空，正前往攻擊第四分隊，故美軍收獲不大。企業號先於早上被日軍炸彈擊中，但未有引爆；無畏號成功攔截自殺攻擊，艦體輕微受損，但自殺飛機碎片仍殺死艦上兩人，並傷及43人，在機庫引起小火。到下午1時，約克鎮號亦遭日本飛機擊傷，在搶修後繼續作戰。
同日，美軍偵察了神戶及吳市，發現日軍於港內的大批軍艦，故密茲契於19日命艦隊空襲瀨戶內海，最終擊傷大和號、日向號、榛名號、生駒號、葛城號、龍鳳號、天城號、鳳翔號、海鷹號、利根號及大淀號；但美軍亦遭日機反擊，胡蜂號被炸彈擊中爆炸，造成多人死傷，在搶修後繼續作戰；而富蘭克林號則身中兩枚炸彈，起火爆炸，一度失速，更幾近沉沒。戴維森在離艦後，將旗艦轉到第三分隊的漢考克號（後者臨時加入第二分隊），並建議艦長棄船，但為艦長拒絕。最終富蘭克林號在多艘艦隻協助下，緩緩撤走。企業號及部分第四分隊軍艦調往第二分隊，以掩護其撤退。
3月20日艦隊往南撤退，但繼續派飛機轟炸九州南部機場；下午第二分隊再遭遇自殺飛機攻擊，一艘驅逐艦受損，而企業號的甲板則被友軍防空炮擊中。21日第一分隊遭到MXY-7櫻花特別攻擊機襲擊，將之悉數擊落。傍晚胡蜂號轉到第二分隊，而聖哈辛托號則加入第一分隊。各艦於22日到外海補油，而企業號、胡蜂號及富蘭克林號等艦則分別撤返烏利西及美國修理；第二分隊要到4月才重返戰場。23日起，艦隊開始日復日空襲沖繩島，偶而亦空襲硫磺島，各分隊則輪流在海上補油。4月1日，美軍開始登陸沖繩島，艦隊繼續提供空中支援。5日企業號返回，並加入無畏號的第四分隊；6日日軍派出355架自殺飛機及341架轟炸機，攻擊美軍登陸區的艦隻，並擊傷多艘；而美軍艦隊則勉強守住攻擊。當日艦隊估計己方擊落249架。晚上美軍潛艇發現大和號及其他軍艦離開豐後水道，密茲契召集所有航空母艦北進迎擊。

### 坊之岬海戰
4月7日上午8時23分，艾塞克斯號的偵察機發現大和號。斯普魯恩斯曾打算命戰艦迎擊，但為免登陸部隊遇襲，將任務交給航空母艦。9時15分密茲契先派16架戰機再作偵察，並命第一及第三分隊預備攻擊。此時無畏號的第四分隊仍忙於掩護沖繩，要到45分才進入作戰距離。10時起各艦開始派飛機前往攻擊，並持續至下午2時。大和號接連中彈，快速向左舷傾側，最終在23分爆炸沈沒；日軍亦損失了矢矧號、濱風號、磯風號、朝霜號及霞號，另外冬月號、涼月號、雪風號及初霜號亦受損。美軍整日亦受自殺飛機侵擾；漢考克號於中午被一枚炸彈及飛機擊中，引發大火，到下午才恢復飛行作業。

### 沖繩島與第四次受創

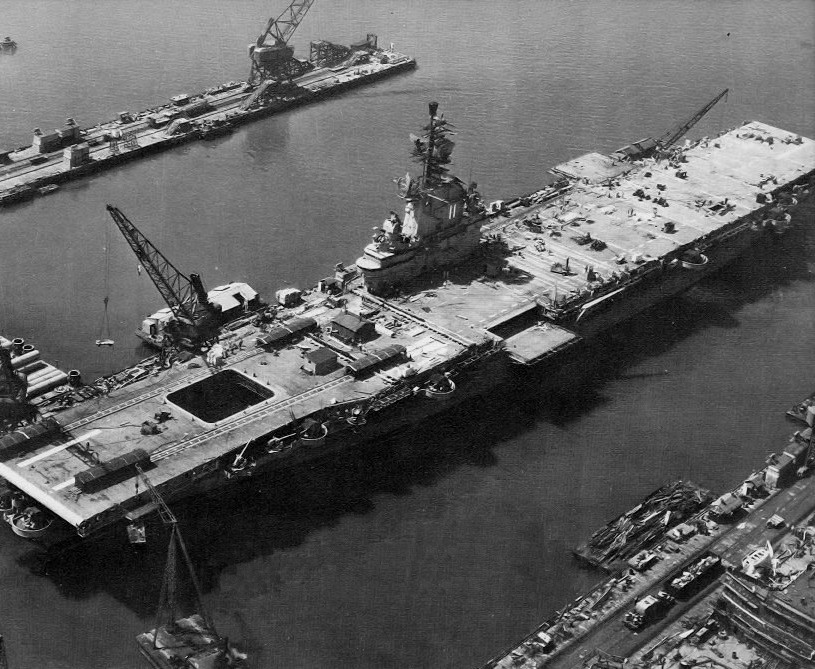
1952年至1954年，無畏號正在進行SCB-27C改建。相中可見右舷新建的升降台，以及前方的蒸汽彈射器。

4月8日艦隊返回南方，支援沖繩作戰。同日蘭道夫號與艦隊會合，戴維森重建第二分隊，並以企業號為旗艦，同行艦尚有獨立號；9日漢考克號及卡伯特號則撤返烏利西修理。由於日軍俘虜稱將在11日發動大規模自殺飛機攻擊，密茲契加緊戰機警備。11日日軍一如所料，在下午1時30分起大舉進攻；密蘇里號先於2時43分被一架自殺飛機擊中，受損不大；企業號於2時10分亦被自殺飛機擊中，爆炸起火，使甲板飛行作業停止48小時，再次撤返烏利西修理；艾塞克斯號在下午3時7分幾乎被擊中，炸彈在艦外落水爆炸，艦體輕微受損。整日日軍共派出近185架自殺飛機。12日日軍集中空襲沖繩島的登陸艦隊，擊傷多艘美軍艦隻；同日富蘭克林·羅斯福去世。
美軍艦隊繼續支援沖繩美軍，並連日與日軍飛機空戰。15及16日，艦隊空襲了九州的機場，而日軍再派自殺飛機反擊。16日下午1時36分，兩架自殺飛機攻擊無畏號，第一架飛機僅僅掠過飛行甲板，在艦側落水墜毀；第二架飛機則垂直撞入接近後方升降台的飛行甲板，並引發大火。火勢雖在一小時內撲滅，但無畏號因受損嚴重，而要再次返國修理。攻擊最終造成10死87人受傷。
4月17日無畏號啟程返國，先在5月4日途經烏利西，再於11日經珍珠港，於19日再一次進入三藩市海軍船塢維修。

### 日本投降
6月29日，無畏號離開三藩市，並先到珍珠港近海訓練。8月6日，無畏號離開珍珠港，在同日空襲了威克島，於7日抵達埃尼威托克。15日中午，裕仁天皇宣佈日本投降。
8月21日，無畏號、安提頓號及卡伯特號啟程前往日本，以協助盟軍佔領當地。途中安提頓號因機件故障而要到關島維修，無畏號與卡伯特號兩艦則在25日與艦隊會合。接著無畏號兩艦分別到日本本土、仁川及大沽等地，協助盟軍佔領日佔土地。10月8日無畏號離開渤海，與列星頓號、漢考克號及班寧頓號等艦繼續在日本及西太平洋執勤，在14日進入橫須賀船廠休整。12月2日無畏號離開橫須賀，於15日返抵聖佩德羅。1946年2月4日，無畏號轉到三藩市，並開始封存待命。

## 戰後改建與大西洋艦隊

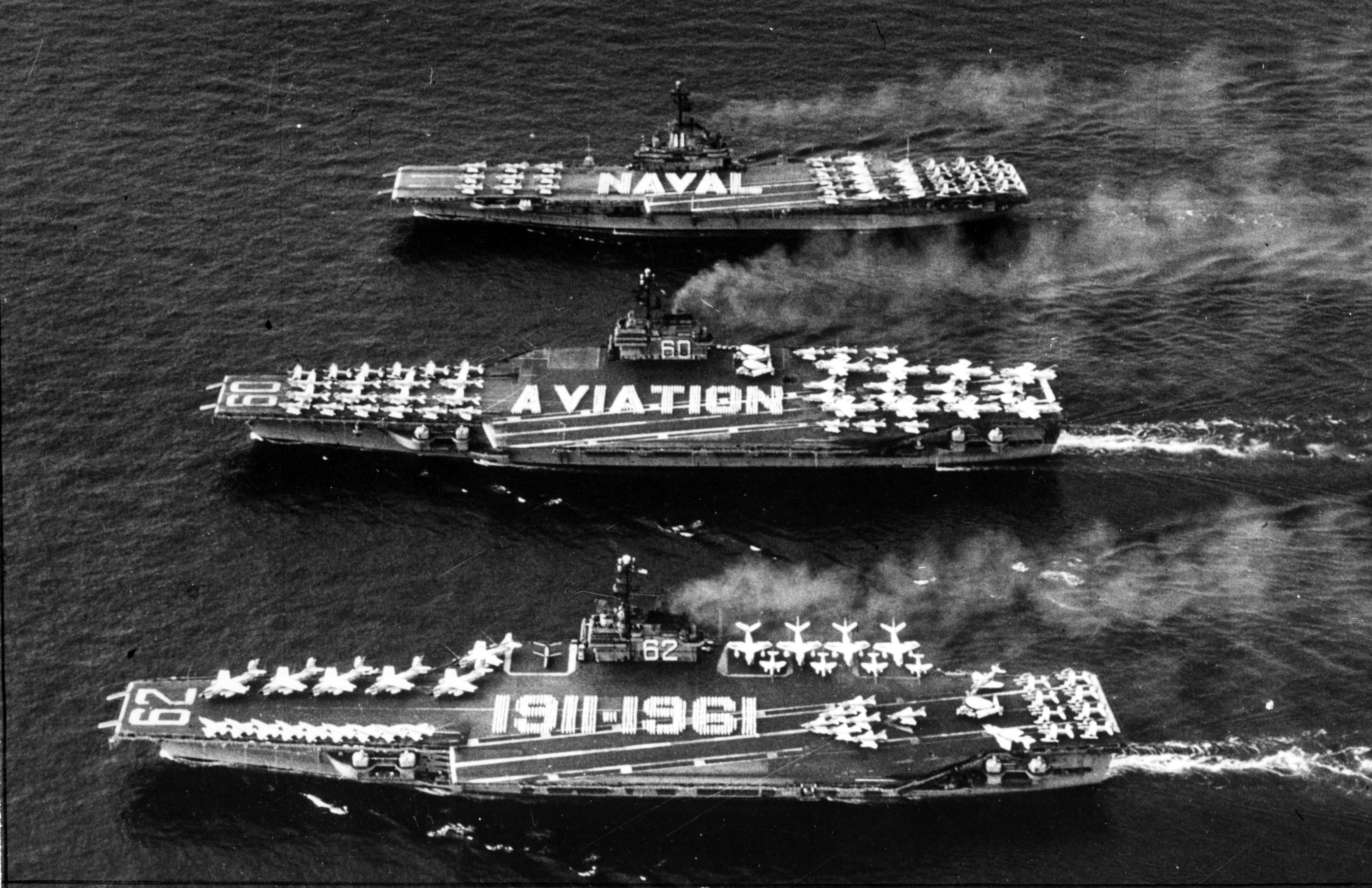
1961年，無畏號（上）、薩拉托加號（中）及獨立號（下）在海上並列行駛；三艦水兵在甲板排出Naval Aviation 1911-1961字樣，慶祝美國海軍航空發展50周年。五十年後的2011年，薩拉托加號與獨立號已經除籍，預備出售拆解；而改為博物館艦的無畏號卻有特別展覽，慶祝美國海軍航空兵發展100周年。展覽在5月29日至9月5日舉行。

1947年3月22日，無畏號退役，繼續在三藩市封存。此時海軍正打算為艾塞克斯級作現代化改建，但直到韓戰爆發後，才有充足經費。1952年2月9日，無畏號短暫返回現役，由三藩市前往東岸的紐波特紐斯造船廠。4月9日無畏號在該處退役，並開始進行SCB-27C改建。同年10月1日，無畏號改編為攻擊航母，舷號改為CVA-11。
1954年6月18日，無畏號完成改建，在同日重返現役。9月到11月，無畏號到加勒比海試航，接著加入大西洋艦隊。
1955年1月9日，無畏號在關塔那摩灣一帶考核飛行員，並曾到訪太子港。5月28日，無畏號前往地中海巡航，在6月7日抵達西班牙加的斯灣。接著無畏號途經直布羅陀，並嗚放21響禮炮，慶祝英女皇伊莉莎白二世生日（其時為直布羅陀英女皇壽辰日，並非女皇實際出生日）。稍後無畏號依次到訪利佛諾、那不勒斯、塞薩洛尼基、雅典、華倫西亞、馬賽、戛纳、羅德島及伊斯坦堡，在11月初啟程返國，於22日返抵美國。
1956年3月12日，無畏號再次前往地中海，並在21日於直布羅陀接替返國的尚普蘭湖號。接著無畏號再造訪多個地中海港口，於9月5日返抵美國。接著無畏號前往布魯克林造船廠，並在29日開始進行SCB-125改建，增設斜角飛行甲板及封閉艦艏。
1957年4月，無畏號完成改建，在5月7日前往諾福克海軍基地，並在20日開始在關塔那摩灣外考核機師，於8月返回諾福克。9月3日，無畏號前往北大西洋，並參與北約大型軍事演習反擊行動（Operation Strikeback）。除無畏號外，美軍亦派出艾塞克斯號、胡蜂號、塔拉瓦號、福萊斯特號、薩拉托加號、艾奧瓦號及威斯康辛號；英國則派出皇家方舟號、鷹號及壁壘號（HMS Bulwark R08）。演習模擬防守GIUK缺口。演習期間，無畏號曾到訪布雷斯特及貝爾法斯特附近港口，於10月22日返抵美國。
1958年1月22日，無畏號進入諾福克船廠稍作維修，然後留在近岸執勤，並曾到訪紐約。6月9日，無畏號搭載美國海軍學院的學員，前往北大西洋考核，並途經里斯本、奧斯陸及鹿特丹，在8月8日返抵諾福克。稍後無畏號前往梅港維修，然後到加勒比海訓練演習。
1959年2月13日，無畏號與羅斯福號一同前往地中海，並在3月1日於直布羅陀接替蘭道夫號及福萊斯特號。稍後無畏號先後到訪帕爾馬、那不勒斯、巴塞羅那、雅典、康城、巴勒莫及利佛諾，在8月18日由艾塞克斯號接替，於30日返抵諾福克，並進入船廠維修。
1960年1月，無畏號完成維修，前往加勒比海試航，然後留在近岸訓練。要到8月4日，無畏號才再次離開諾福克，到地中海巡航。稍後無畏號造訪利佛諾、菲烏米奇諾、雅典、伊斯坦堡、貝魯特、那不勒斯及羅塔島，於1961年2月17日返抵諾福克。4月，無畏號在近岸考核飛行員，並在5月前往紐約，擔任武器試驗的觀測艦，並乘載美國多所軍校的觀察員。6月多明尼加共和國因總統拉斐爾·特魯希略遇刺身亡，政局不穩，無畏號與福治谷號等被派往當地警備，隨時撤僑。
1961年8月4日，無畏號再次前往地中海，先在17日於直布羅陀接替羅斯福號。稍後無畏號與北約海軍演習，並先後到訪那不勒斯、克基拉島、羅德島、雅典、熱那亞、利佛諾、康城及巴塞羅那，最後在1962年2月17日由香格里拉號接替，於3月1日返抵諾福克。

## 反潛航母及太空任務

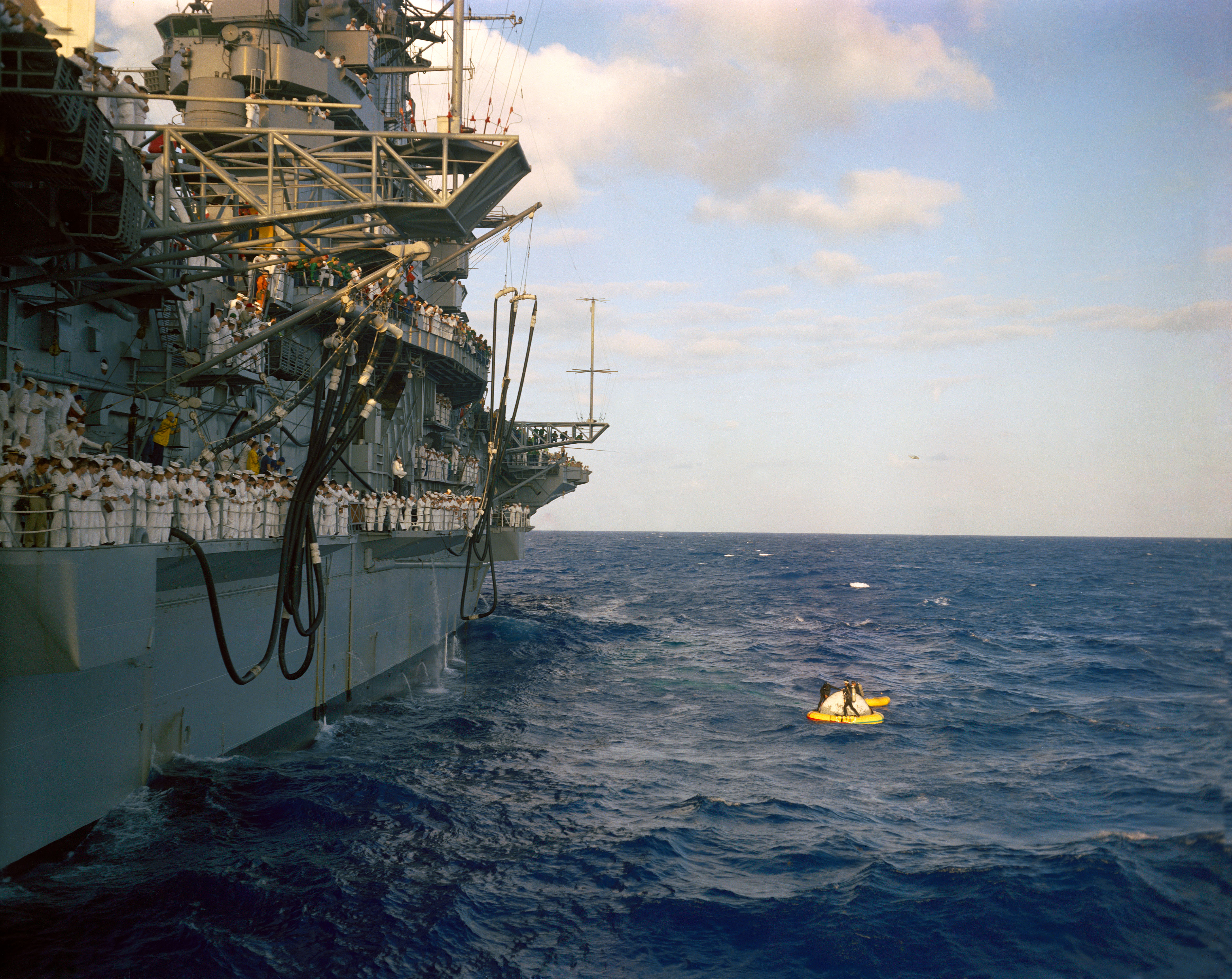
1965年3月23日，無畏號參與太空任務，擔任雙子座3號的救援船。此時無畏號已完成SCB-125改建，且被改編為反潛航母。

1962年3月10日，無畏號進入諾福克海軍船廠，開始改建為反潛航母，並在31日正式改編，舷號改為CVS-11。4月2日無畏號完成改建，隨即到近岸及關塔那摩灣一帶訓練，然後前往巴哈馬海域，擔任水星-宇宙神7號的救援艦。5月24日，太空艙因技術問題而偏離原定降落點，在無畏號230哩外遠處濺落。無畏號先派直升機救走太空人，然後打撈太空艙，於31日返抵諾福克。7月6日無畏號到海上考核海軍學院學員，並到訪魁北克，於期間開放予公眾參觀，最後在8月5日返抵諾福克。9月12日，無畏號進入諾福克船廠翻修，直到12月28日。
1963年1月23日，無畏號前往關塔那摩灣訓練，並造訪金斯敦，於3月23日返抵諾福克。5月13日無畏號前往紐約，再次開放予公眾參觀，並在23日返回諾福克。6月及8月無畏號到北大西洋考核軍校學員，於10月1日返抵諾福克。11月至12月，無畏號留在近海執勤。
1964年上半葉，無畏號繼續在北大西洋及加勒比海執勤。6月11日，無畏號離開諾福克，再次到大西洋及地中海考核軍校學員，並且追蹤蘇聯潛艇，在8月返回諾福克。
稍後無畏號繼續在近岸訓練。1965年3月，無畏號前往加勒比海，擔任雙子座3號的救援船。23日雙子座3號升空，為美國首次雙人太空任務。太空艙在返回時偏離預定濺落點，故無畏號先派直升機救走太空人，接著才打撈太空艙。4月無畏號進入紐約布魯克林船廠作現代化改建（Fleet Rehabilitation and Modernization, FRAM），以延長服役壽命。改建在9月完成後，無畏號留在近海試航。

## 越戰

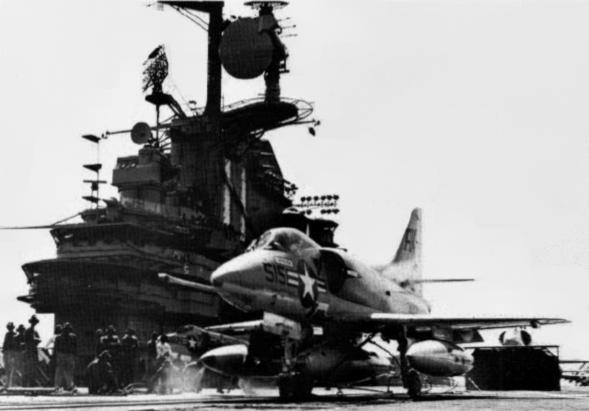
1966年，一架A-4攻擊機預備在無畏號起飛。此時無畏號已改編為反潛航母，但仍搭載攻擊機隊，並在越戰中參與陸上攻擊任務。同樣於越戰用作臨時攻擊航母的還有香格里拉號；兩艦均曾作SCB-27C改建，較其他SCB-27A艦先進。

1966年4月4日，無畏號離開諾福克，途經好望角，前往西太平洋參與越戰。此時正值美軍將滾雷行動升級，加大力度轟炸北越。為增加空中攻擊力，海軍將無畏號的反潛機隊替換，轉為搭載攻擊航母的機隊，以用作輔助攻擊航母。5月15日，無畏號抵達越南外海的洋基站，接替返國的漢考克號，開始派攻擊機到陸上轟炸。6月29日，美軍獲准攻擊北越的儲油設施（即POL攻擊）及工業設施，並開始與受蘇聯訓練的北越米格機交戰；10月9日，無畏號一架A-1攻擊機更擊落了一架米格-17。這也是活塞動力飛機在越戰中唯一擊落的噴射機。作戰期間，無畏號曾到橫須賀、佐世保、香港及蘇比克灣休整。10月30日無畏號離開西太平洋，再經好望角，在11月21日返抵諾福克。
1967年5月11日，無畏號第二次前往越南作戰。與上前巡航相若，無畏號再次用作輔助攻擊航母，但額外加上了F-8戰鬥機小隊。無畏號預備橫越蘇伊士運河之際，六日戰爭爆發，無畏號在運河關閉前成功橫越，繼續前往西太平洋。6月9日無畏號開始在洋基站執勤。此時美軍正加緊轟炸連接河內市、海防市、清化市及中國的鐵路；無畏號隨即加入，並與其他航空母艦多次派出混編機種的機隊到陸上攻擊，以應付北越密集的防空飛彈。這些混合機隊的攻擊任務亦稱為Alpha Strikes。8月21日，無畏號與奧里斯卡尼號及星座號發動聯合攻擊。無畏號先派出兩波飛機攻擊錦普鎮的港口，然後派另一波飛機攻擊河內外圍的軍事補給點及鐵路設施；星座號空襲了白馬市機場；而奧里斯卡尼號則空襲河內的火力發電廠。10月無畏號與奧里斯卡尼號空襲了海防市的港口及船廠設施，又在11月與珊瑚海號切斷寧平市附近河道的鐵路橋，並在該區摧毀了25列火車卡。不過，北越密集的防空火力使美軍損傷慘重。整次巡航，無畏號一共有12架飛機被防空炮及飛彈擊落。執勤期間，無畏號曾到蘇比克灣、橫須賀及香港休整。12月9日無畏號離開越南，經南非好望角，最後於30日返抵諾福克。
1968年6月4日，無畏號離開諾福克，途經好望角，最後一次參與越戰。早前北越發動春節攻勢，但遭到南越及美軍擊潰。到7月24日無畏號開始在越南外海執勤時，美國總統林登·詹森早已下令禁止攻擊北緯19度以北的北越設施及軍隊。無畏號僅恢復鋼虎行動，攻擊老撾的胡志明小道補給線。雖然海空軍的出擊數日漸下降，但仍有與北越空軍交戰。9月19日，無畏號一架F-8擊落了一架米格-21；此後要到1970年3月，海軍才再有擊落米格機的紀錄。執勤期間，無畏號曾到蘇比克灣、香港及新加坡休假。1969年1月8日無畏號離開越南，繞經好望角，在2月8日返抵諾福克，結束越戰巡航。

## 後續巡航
返國後無畏號留在近岸執勤，並將母港轉到羅得島州的昆錫點海軍基地（Quonset Point）。9月8日，無畏號在詹姆斯鎮外海訓練時一度擱淺，在兩小時後脫困。10月到11月期間，無畏號到加勒比海訓練，然後回國修理。1970年9月到11月，無畏號再次到加勒比海作反潛訓練。
1971年4月16日，無畏號再次作遠洋巡航，前往北大西洋及地中海，與北洋海軍演習，並曾到訪里斯本、普利茅斯、基爾、那不勒斯、康城、巴塞羅那、漢堡、哥本哈根、格里諾克、蘇格蘭羅塞斯（Rosyth）、朴次茅斯及卑爾根。巡航期間，無畏號曾到波羅的海以及北極圈內的巴倫支海，追蹤蘇聯潛艇，在10月15日返抵昆錫點。
1972年7月11日至10月15日，無畏號曾到北大西洋執勤，然後預備最後一次遠洋巡航。11月24日，無畏號先後到地中海及北大西洋巡航，與北約海軍演習，並先後到訪鹿特丹、里斯本及若干意大利、希臘與法國港口，於5月4日返抵昆錫點，並預備退役。

## 退役、榮譽與博物館艦
1974年3月15日，無畏號退役，並拖到費城封存；它也是美軍最後一艘退役的反潛航母。稍後海軍打算將無畏號出售拆解，但遭到民間反對；其中紐約房地產商兼慈善家扎卡里·費沙（Zachary Fisher）更在1978年成立無畏號博物館組織（Intrepid Museum Foundation），並籌集資金，以購入無畏號作博物館艦。與海軍交涉多年後，海軍同意了組織的請求，並在1981年4月27日將無畏號轉交組織管理。1982年2月23日，無畏號除籍，並開始改建為博物館艦；同年8月，無畏號海空暨太空博物館（Intrepid Sea-Air-Space Museum）在紐約正式開放；而費沙在稍後購入更多海軍退役艦隻到博物館。1986年，無畏號獲評為美國國家歷史地標。
此後無畏號博物館逐漸成為紐約市地標，以及多項活動舉辦地點，平均每年有915,000人參觀。2001年九一一襲擊後，聯邦調查局曾以無畏號作為臨時辦公地點。電影《驚天奪寶》（2004年上畫）及《我是傳奇》（2007年上畫），均曾在無畏號取景。
2006年7月，無畏號開始籌備翻修，並在10月1日關閉。11月6日，拖船嘗試將無畏號拖到新澤西州貝永維修；但無畏號由於長年停泊，艦體早被淤泥卡死，無法移動。海軍稍後加入協助，在清理走30,000立方米淤泥後，無畏號在12月5日拖離停泊處，接著開始維修及翻新，總共耗費一億二千萬美金（120,000,000）。2008年10月2日，無畏號由拖船拖回紐約，並在11月8日再次對外開放。
無畏號兩次獲頒海軍部隊嘉許勳表，並分別在二戰及越戰獲得五枚戰鬥之星。全部榮譽見下表：
| Bronze star |  |             |             |
|             |  |             | Silver star |
|             |  | Bronze star | Silver star |
|             |  |             |             |

| 海軍部隊嘉許勳表： 兩次 |                                                                        |                       |                               |
| 海軍遠征獎章            | 中國服役獎章： （延長）                                                | 美國戰役獎章          | 太平洋戰爭獎章： 五枚戰鬥之星 |
| 第二次世界大戰勝利獎章  | 海軍佔領服役獎章： （「亞洲（Asia）」橫扣） （「歐洲（Europe）」橫扣） | 國防部服役獎章： 兩枚 | 越南服役獎章： 五枚戰鬥之星   |
| 菲律賓總統部隊嘉許勳表  | 棕櫚葉越南英勇十字部隊嘉許                                             | 菲律賓解放獎章        | 越南共和國戰役獎章            |